# Proyector de video

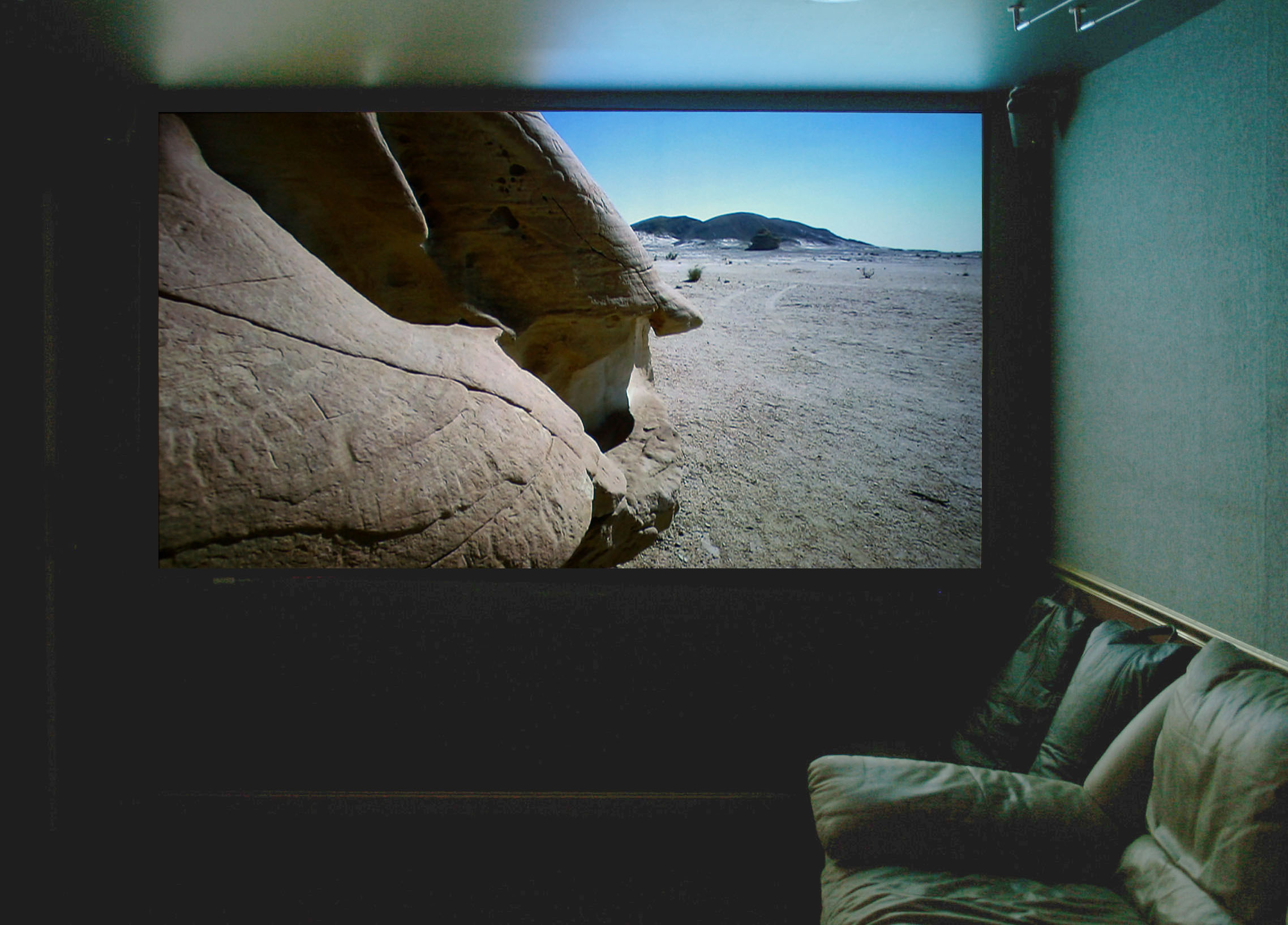
Imagen proyectada desde un proyector de vídeo en un sistema de cine en casa

Un proyector de vídeo, vídeo proyector, cañón proyector, data show o video beam es un aparato óptico que recibe una señal de vídeo y proyecta la imagen correspondiente en una pantalla de proyección usando un sistema de lentes, permitiendo así mostrar imágenes fijas o en movimiento.
Todos los proyectores de vídeo utilizan una luz brillante para proyectar la imagen, y los más modernos pueden corregir curvas, borrones y otras inconsistencias a través de los ajustes manuales. Los proyectores de vídeo son mayoritariamente usados en salas de presentaciones o conferencias. La señal de vídeo de entrada puede provenir de diferentes fuentes, como un sintonizador de televisión (terrestre o vía satélite), una computadora personal, etcétera.
Otro término parecido a proyector de vídeo es retroproyector, el cual, a diferencia del primero, se encuentra implantado internamente en el aparato de televisión y proyecta la imagen hacia el observador.

## Tipos de Proyector
Existen varios tipos de tecnologías de proyección, las más importantes en resumen son las siguientes:

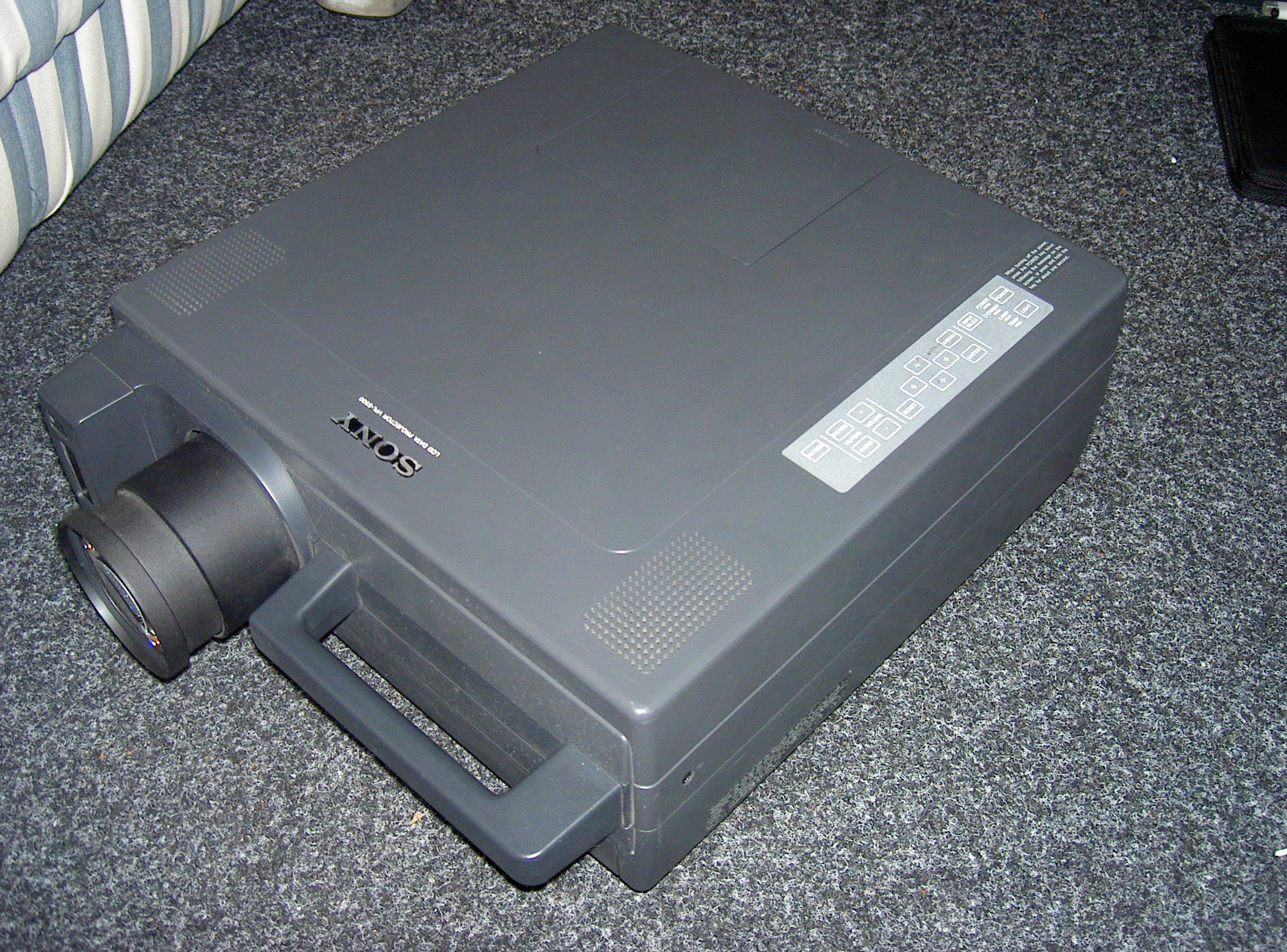
Aparato de proyección de video. También llamado simplemente Proyector

### Proyector de TRC
El proyector de tubo de rayos catódicos (TRC) típicamente tiene tres tubos catódicos de alto rendimiento, uno rojo, otro verde y otro azul, y la imagen final se obtiene por la superposición de las tres imágenes (síntesis aditiva) en modo analógico.
- Ventajas: es la más antigua, pero es la más extendida en aparatos de televisión.
- Inconvenientes: al ser la más antigua, está en extinción en favor de los otros sistemas descritos en este punto. Los proyectores de TRC son adecuados solamente para instalaciones fijas ya que son muy pesados y grandes, además tienen el inconveniente de la complejidad electrónica y mecánica de la superposición de colores.

### Proyector LCD
El sistema de pantalla de cristal líquido (LCD) es el más simple, por tanto uno de los más comunes y accesibles para el uso doméstico. En esta tecnología, la luz se divide en tres y se hace pasar a través de tres paneles de cristal líquido, uno para cada color fundamental (rojo, verde y azul); finalmente las imágenes se recomponen en una, constituida por píxeles, y son proyectadas sobre la pantalla mediante un objetivo.
- Ventajas: es más eficiente que los sistemas DLP (imágenes más brillantes) y produce colores muy saturados.
- Inconvenientes: es visible un efecto de pixelación (aunque los avances más recientes en esta tecnología lo han minimizado), es probable la aparición de píxeles muertos y la vida de la lámpara es de aproximadamente 2000 horas.

### Proyector 3D
Proyector de última generación que muestra imágenes en una pantalla especial tratada de manera 
que las imágenes que proyecta envuelven al espectador dando la sensación de imagen envolvente.
- Ventajas: Más pulgadas con el proyector,pudiendo ver una imagen de por ejemplo 40 o 100 pulgadas según la distancia respecto a la pantalla o zona donde proyectemos.
- Inconvenientes: El encendido es más lento que el de un televisor y la vida útil de la lámpara es inferior a la del panel de un televisor. Tendremos que controlar la luz de la habitación, en la mayoría de los casos dejarla a oscuras para disfrutar de mejor contraste y usar obligatoriamente gafas 3D.

### Proyector portátil
Un proyector portátil led suele tener 854 x 480 píxeles y un brillo de 100 lúmenes y suele contar con un procesador multicore.

### Proyector con TDT
Este tipo de proyector se está haciendo cada día más común en la vida diaria de las personas. Por sus siglas Proyector TDT, Archivado el 26 de octubre de 2020 en Wayback Machine. significa: "Proyector de Televisión Digital Terrestre" y es por medio de este con el cual muchas personas tienen la capacidad de transmitir una señal en pantalla mega grande y no pequeña como lo suelen ser otros. Aunado a esto, este tipo en especial, brindan la posibilidad de poder mejorar ampliamente la calidad de sonido y de imagen, sin importar que tipo de material audiovisual estas transmitiendo.

## Proyector Digital
El proyector digital es un aparato encargado de obtener mediante un puerto, señales de vídeo eminentes de la computadora, procesar la señal digital y decodificarla para que así pueda ser transmitida a través de luz a unos micro espejos que son los encargados de la proyección digital.

### Historia
Alrededor de 1880, Eadweard Muy bridge inventó el primer proyector, dando así inicio al movimiento y también a la animación. Años después, fueron los hermanos Lumière quienes evolucionaron esta tecnología y crearon el primer proyector cinematográfico.
Entre 1940 y 1950, la invención de la televisión y su llegada a los domicilios hizo que el proyector realizara un cambio en su tecnología. Específicamente, en el funcionamiento CRT (Tubos de Rayos Catódicos). En un proyector CRT, la imagen generada es la misma que en un televisor común. Mediante tres tubos de color rojo, verde y azul se genera una imagen a color (modelo RGB) de forma analógica. Este tipo de proyectores fueron usados hasta 1990.
En el año 2000, con la situación social y con la continua evolución, tuvo lugar la primera proyección digital con la tecnología DLP desarrollada por Texas Instruments.
En este tipo de proyectores con funcionamiento DLP, la imagen es creada mediante micro espejos, donde cada espejo representa un píxel de la imagen que será proyectada. La cantidad de espejos determinará la resolución de la imagen proyectada. En este tipo de proyectores digitales, el contraste y la profundidad sufren unas evidentes mejoras. 

### Características
Este tipo de proyectores se caracterizan por tener una gran luminosidad y brillo. Este brillo, se mide con Lumen (la unidad de medida del flujo luminoso). Otra de sus características principales es la distancia de alcance, que se mide en pulgadas.  
Por otro lado, el consumo de los proyectores digitales se mide en Vatios (watts en inglés), y es la energía que necesita el proyector para su funcionamiento.
Este tipo de proyectores, constan de una lámpara de muy alta intensidad en el interior del cañón. 
Preferentemente, los proyectores digitales deben estar colocados en una posición fija.

### Partes de un proyector digital
Los proyectores digitales, internamente, contienen los circuitos electrónicos necesarios para su adecuado funcionamiento.
Externamente, las partes que componen un proyector digital son las siguientes:
- Panel de controles: posibilita la manipulación de las funciones del proyector, como, por ejemplo, el brillo, la nitidez, la posición, etc.
- Cubierta: su función principal es la de proteger todos los elementos interiores que contiene un proyector
- Puertos: encargados de permitir la entrada de señales de vídeo procedentes del ordenador, de una videocámara, etc.
- Conector de alimentación: permite la llegada de corriente eléctrica desde el enchufe.
- Lente: Permite visualizar la imagen que se cita mostrar.

### Funcionamiento
Para el funcionamiento de un proyector digital, los datos son dirigidos desde la computadora mediante el puerto de video a los circuitos internos del proyector digital. El mecanismo, se encarga de la descodificación de las señales digitales y articula una imagen digital. Esta imagen, es enviada a un dispositivo designado DPL (Digital Processing Light) o procesador digital de luz. A través de la luz blanca de la lámpara, un prisma obtiene luz y la divide en tres colores (rojo, verde y azul) y los dirige al DPL. Este responde a la luz que le ha sido enviada, y mueve los micro espejos para crear la imagen de luz. Finalmente, esta imagen luminosa entra a través de la lente, y es la que puede ser proyectada sobre una superficie clara conocida como pantalla para proyector.

## Fabricantes
El mercado de la proyección de videos está en auge, ya que en los últimos años se ha multiplicado por 4 la cantidad de proyectores de vídeo vendidos, y en el último año sus ventas suben a un total de 16.000 millones de €.[cita requerida]
Los principales fabricantes son:
- ASUS
- Acer
- Barco
- BenQ
- Canon
- Digital Projection
- EIKI
- Epson
- Hewlett Packard
- Hitachi
- InFocus
- JVC
- LG Electronics
- NEC
- Optoma
- Panasonic
- Philips
- Samsung
- SIM2 MULTIMEDIA
- Sony
- ViewSonic

Fabricantes descontinuados son:
- 3M
- Apolo
- Casio
- Compaq
- Dell
- Delta
- IBM
- Fujitsu
- Gateway
- InFocus Home
- Lenovo
- Maxell
- Marantz
- Mitsubishi
- Nview
- Sharp
- Texas Instruments
- Toshiba